# روبرتو تراشوراس
روبرتو تراسهوراس غايسو (بالإسبانية: Roberto Trashorras Gayoso)‏ (مواليد 28 فبراير 1981) هو لاعب كرة قدم إسباني يجيد اللعب في مركز خط الوسط ، ويلعب أيضًا كلاعب خط وسط مدافع ، ويلعب حاليًا لنادي رايو فايكانو الإسباني.

## روابط خارجية
- روبرتو تراشوراس على موقع الاتحاد الأوربي (الإنجليزية)
- روبرتو تراشوراس على موقع قاعدة بيانات كرة القدم.إي يو (الإنجليزية)
- روبرتو تراشوراس على موقع Soccerway.com (الإنجليزية)
- روبرتو تراشوراس على موقع عالم كرة القدم.نت (الإنجليزية)
- Roberto Trashorras